# Journal of Immunology
Journal of Immunology — рецензируемый медицинский журнал. Специализируется на клинических и фундаментальных исследованиях в области иммунологии. Основан в 1916 году. С 1943 по 1949 журнал менял название на Journal of Immunology, Virus Research and Experimental Chemotherapy, но в 1950 вернулся к исходному Journal of Immunology. Он является официальным журналом Американской Ассоциации Иммунологов. Главный редактор — Гейл Бишоп.

## Реферирование и индексирование
Журнал реферируется и индексируется в:
- BIOSIS Previews[англ.][2]
- CAB Abstracts[англ.][3]
- Chemical Abstracts Service[4]
- Current Contents/Life Sciences[2]
- EBSCO Information Services[англ.][5]
- Embase[англ.][6]
- Index Medicus[англ.]/MEDLINE/PubMed[7]
- Science Citation Index[2]
- Scopus[8]

Согласно Journal Citation Reports в 2022 году журнал имел импакт-фактор 4.4.

## История
Журнал был основан Артуром Кока (1875–1959) в 1916 году как официальный журнал Американской Ассоциации Иммунологов и общества «New York Society for Serology and Hematology». Кока был единственным редактором c 1916 по 1925, а затем к нему присоединился Джон Торри (англ. John C. Torrey). С 1916 по 1925 журнал публиковался раз в два месяца, а с 1926 по 1985 (за исключением 1928) — публиковался ежемесячно. Начиная с 1986 журнал публикуется дважды в месяц.

## Внешние ссылки
- jimmunol.org — официальный сайт Journal of Immunology